# Штетлен
Штетлен (нем. Stettlen) — коммуна в Швейцарии, в кантоне Берн. 
Входит в состав округа Берн. Население составляет 2882 человека (на 31 декабря 2006 года). Официальный код — 0358.